# Paradoxostoma variabile
Paradoxostoma variabile är en kräftdjursart som först beskrevs av Baird 1850.  Paradoxostoma variabile ingår i släktet Paradoxostoma och familjen Paradoxostomatidae. Arten är reproducerande i Sverige. Inga underarter finns listade i Catalogue of Life.